# Myrmecotypus lineatus
Myrmecotypus lineatus là một loài nhện trong họ Corinnidae.
Loài này thuộc chi Myrmecotypus. Myrmecotypus lineatus được James Henry Emerton miêu tả năm 1909.